# Nguyễn Phúc Tĩnh Hảo
Nguyễn Phúc Tĩnh Hảo (chữ Hán: 阮福静好; 1825– 1848), phong hiệu Diên Phúc Công chúa (延福公主), là một công chúa con vua Thiệu Trị nhà Nguyễn trong lịch sử Việt Nam.

## Cuộc đời
Hoàng nữ Tĩnh Hảo sinh năm Minh Mạng thứ 5 (1825), là trưởng nữ, và cũng là người con đầu lòng của vua Thiệu Trị, khi ông giữ tước Trường Khánh công (长庆公). Mẹ của Tĩnh Hảo là Phủ thiếp Phạm Thị Hằng, về sau là Hoàng thái hậu Từ Dụ. Hoàng nữ Tĩnh Hảo là chị cùng mẹ với hoàng nữ Uyên Ý (mất sớm khi mới 3 tuổi) và vua Tự Đức.
Sử sách ghi lại, công chúa Tĩnh Hảo tuổi còn trẻ mà thông minh, nhàn nhã đoan tĩnh, có tính hiếu đễ. Hằng ngày, công chúa đều vào hầu cụ nội là Nhân Tuyên Hoàng thái hậu Trần Thị Đang lễ phép và kính cẩn, rất được bà Nhân Tuyên yêu dấu.
Năm Thiệu Trị thứ 6 (1846), tháng giêng, vua cho làm nhà ở ba vườn Vĩnh Ấm, Vĩnh Tú, Vĩnh Lệ để cho các công chúa Tĩnh Hảo, Nhàn Yên và Huy Nhu ở. Cũng trong tháng đó, vua gả chồng cho cả ba công chúa. Tĩnh Hảo được gả cho Phò mã Đô úy Nguyễn Văn Ninh. Phò mã Ninh nguyên quán ở huyện Bảo Hựu, Vĩnh Long, là con trai của Chưởng phủ sự Thái bảo Hoằng Trung hầu Nguyễn Văn Trọng. Công chúa Tĩnh Hảo sống với chồng rất mực yêu quý và hòa thuận.
Trong số những người em gái khác mẹ của Tĩnh Hảo, có Quy Chính Công chúa Lệ Nhàn, hoàng nữ thứ 15 của vua Thiệu Trị, hạ giá lấy Nguyễn Văn Duy, là cháu nội của Hoằng Trung hầu Nguyễn Văn Trọng.
Mùa hạ năm thứ 6, tháng 4 (âm lịch), Tĩnh Hảo được sách phong làm Diên Phúc Công chúa (延福公主). Năm đó, chỉ có duy nhất một mình bà được sách phong làm Công chúa.
Tháng giêng, năm Thiệu Trị thứ 7 (1847), vua cấp thêm lương năm cho công chúa Diên Phúc, mỗi năm được nhận 600 quan tiền và 300 phương gạo, ngang hàng với 4 bài Thái trưởng công chúa. Lương hằng năm của các công chúa, theo lệ định là 300 quan tiền và 240 phương gạo, nhưng công chúa Tĩnh Hảo lại được đặc cách như vậy phần nào thể hiện rõ sự yêu thương của vua cha dành cho bà.
Tháng 5 (âm lịch) năm thứ 7, phò mã Ninh gặp tang mẹ. Theo lệ, công chúa để tang cha mẹ chồng là 1 năm. Nhưng vì mẹ của phò mã Ninh chỉ là thứ thất của Hoằng Trung hầu, mà công chúa Diên Phúc là con gái trưởng nhà vua, có phân biệt với các thứ công chúa, nên Bộ Lễ xin cho công chúa để tang Tư thôi 5 tháng.
Công chúa Diên Phúc mất vào năm Tự Đức thứ nhất (1847), sau vua cha không lâu. Bà mất khi mới vừa 25 tuổi (tính theo tuổi mụ), được ban thụy là Đoan Nhã (端雅). Phủ thờ của công chúa Diên Phúc được dựng ở Kim Long, phủ Thừa Thiên. Công chúa cũng được thờ ở chùa Diệu Đế, nguyên trước đây là phủ Trường Khánh, nơi bà đã từng sống cùng mẹ và các em khi Thiệu Trị chưa đăng cơ.
Năm Tự Đức thứ 23 (1870), phò mã Ninh cũng qua đời.

## Thơ viếng của Tự Đức
Sau này vua Tự Đức thường đi qua nhà cũ, nhớ thương người chị vắng số, mà làm 3 bài thơ viếng. Lời rằng:
Bài I
| Phiên âm: Thủy lưu hoa tạ thái vô tình Quang cảnh giao nhân ám tự kinh Tương chử ba trâm dao sắc hưởng Tần lâu vân ủng ngọc tiêu thanh Đổ lưu truyền nhưỡng thiên thiên hận Vị tặng đồng khuê nhất ngũ vinh Hàm lệ trí trù hồi thủ vọng Hiểu phong mọc nại trục bồng khinh. | Dịch nghĩa: Hoa trôi nước chảy khá vô tình Quang cảnh xui người ngầm tự kinh hãi Sóng nước sông Tương làm chìm tiếng đàn sắt Mây phủ lầu Tần làm lấp tiếng tiêu thổi Những thương suối vàng để hận nghìn năm Chưa được phong cho sách vàng làm vinh dự Nuốt lệ dùng dằng ngoảnh đầu trông lại Khốn nỗi vì gió thổi thuyền bồng đi nhanh. |

Bài II
| Phiên âm: Nam cầu vũ hóa dật tiên tài Nhân thế thùy năng ngoại thất ai Tính tuế liễn lai ca xuy động Kim thần chu quá huệ lan tôi Nhàn vân tu tán ưng vô định Đại mộng hoan hỉ khước kỷ hồi Cựu sự bất kham trùng thuyết hoại Ngã tâm phương thốn tẫn thành hơi. | Dịch nghĩa: Khó tìm được người tài giỏi biến hóa như mọc cánh bay đi Người ta ở đời ai khỏi có bảy thứ thương Năm trước xe qua nghe ca hát nhộn nhịp Sớm nay thuyền dạo thấy huệ lan khô héo Đám mây bay tụ tán không bao giờ nhất định Giấc mộng vui buồn lại chẳng mấy chốc Việc cũ chẳng nên bàn cãi làm gì nữa Tấc lòng ta từ ngoài thành ra gió lạnh. |

Bài III
| Phiên âm: Tinh vệ u hồn hà xứ tầm Kinh qua dao điếu lính ba tản Thường Sơn trì quán hoa thông lạc Cấm thủy lâu đài nguyệt tự trầm Giang tác ly thanh truyền khúc chữ Nhạn kinh thất tự oán hàn lâm Hồi khan ai lạc thành như mộng Diểu diểu ba đào tứ bất câm. | Dịch nghĩa: U hồn chim tinh vệ biết tìm ở chốn nào Đi qua xa thương làn sóng xanh biếc Ao quan ở Thường Sơn, hoa tự rơi rụng Lâu đài ở Cấm Thủy bóng trăng tự chìm lặng Nước chảy ở khúc sông gãy khúc thành ra tiếng biệt ly Nhạn kinh lạc bạn oánh trách rừng sâu lạnh lẽo Xem lại chuyện đời buồn đều như giấc mộng cả Sóng nước mênh mang không cầm nổi tình thương xót. |

Năm Tự Đức thứ hai (1849), mùa xuân, vua đến nhà thờ của công chúa Diên Phúc, rót rượu tế, lại làm thơ rằng:
Bài IV
| Phiên âm: Tỉ tỉ nguyên phi thiểu Đồng bào chỉ nhị nhân Văn thư tằng vi bảo Chử chúc vị năng thân Ôn thanh bằng thùy cộng Ưu lao độc ngã tần Vãn tu liêu điện giả Kiến nguyệt bội thương thần. | Dịch nghĩa: Chị ta nguyên chẳng trẻ, Ruột thịt chỉ hai tên, Nghe sách từng quên đói, Nấu nướng chẳng hề quen, Thương nhau chung ấm lạnh, Lo lắng chỉ vì em, Đêm khuya dâng tặng lễ, Nhìn trăng cảm thương thêm. |

## Trong văn hóa đại chúng
| Năm  | Tác phẩm    | Diễn viên     | Nhân vật              |
| 2020 | Phượng khấu | Hoàng Vân Anh | Nguyễn Phước Tĩnh Hảo |